# Maciej Kociński
Maciej Kociński ps. Kocin (ur. 2 lutego 1975 w Poznaniu) – polski muzyk jazzowy, kompozytor, pedagog. Gra na saksofonach (altowym, tenorowym, sopranowym), na klarnecie i EWI.

## Życiorys
Jest absolwentem dwóch Akademii Muzycznych: w Poznaniu w klasie klarnetu prof. Z. Nowaka i w Katowicach w klasie saksofonu prof. J. Główczewskiego. Występuje ze swoim trio (wraz z Andrzejem Święsem i Krzysztofem Szmańdą) i jest liderem zespołu Soundcheck. Gra również z orkiestrami Young Band i swingową orkiestrą Gary’ego Guthmana. Ponadto uczestniczył w działalności grup: Mutru, Breaking News, Sax Brothers oraz jako muzyk sesyjny z różnymi artystami (m.in. Ewa Bem, Hanna Banaszak, 3miel, Piotr Pawlicki, Grzegorz Tomczak, Justyna Szafran, Katarzyna Skrzynecka, Piotr Żaczek, Dorota Jarema, Zygmunt Kukla). Współpracuje także z reprezentantami muzyki house. W 2011 i w 2012 r. był nominowany do nagrody Fryderyka jako Jazzowy Kompozytor/Aranżer Roku. Po wydaniu autorskiego albumu pod koniec 2012 r. otrzymał również nominację do Fryderyka 2014 w kategorii Jazzowy Debiut Roku.
Pracuje jako adiunkt w Instytucie Jazzu i Muzyki Estradowej Akademii Muzycznej im. Ignacego Jana Paderewskiego w Poznaniu.

## Kocin Kociński Trio
- Maciej „Kocin” Kociński – saksofony: altowy, tenorowy, sopranowy, klarnet, EWI
- Andrzej Święs – kontrabas
- Krzysztof Szmańda – perkusja

## Dyskografia

### Albumy Kocin Kociński Trio
- 2012: Proverbs 3:5 (Allegro Records)
- 2022: 14 SHORT STORIES (Allegro Records)[5]